# Ideal minimal
În matematică, mai exact în teoria inelelor⁠(d), un ideal minimal al unui inel R este un ideal bilateral nenul care nu conține niciun alt ideal bilateral nenul. De asemenea, un ideal minimal stâng este un ideal stâng nenul al lui R care nu conține alte ideale stângi nenule ale lui R, iar un ideal minimal drept al lui R este un ideal nenul care nu conține alte ideale drepte nenule ale lui R.

## Definiție
Definiția unui ideal minimal drept N al unui inel R este echivalentă cu următoarele condiții:
- N este nenul și dacă K este un ideal drept al lui R cu {0} ⊆ K ⊆ N, atunci fie K = {0}, fie K = N.
- N este un R-modul simplu drept.

Idealele minimale drepte/stângi/bilaterale sunt noțiunea duală a idealelor maximale.

## Proprietăți
Multe proprietăți ale idealelor minimale pot fi găsite în texte standard, cum ar fi:
- Într-un inel cu unitate există întotdeauna ideale maximale drepte. Prin contrast, într-un inel cu unitate nu trebuie să existe ideale minimale drepte, stângi sau bilaterale.
- Soclul unui inel {\displaystyle \mathrm {soc} (R_{R})} este o structură importantă definită în termenii idealelor drepte minimale ale lui R.
- Inelele pentru care fiecare ideal drept conține un ideal drept minimal sunt chiar inelele cu un soclu drept esențial.
- Orice inel artinian drept sau inel Kasch drept are un ideal minimal drept.
- Domeniile care nu sunt corpuri nu au ideale minimale drepte.
- În inelele cu unitate, idealele drepte minimale sunt în mod necesar ideale principale drepte, deoarece pentru orice x nenul dintr-un ideal minimal drept N, mulțimea xR este un ideal drept nenul al lui R în interiorul lui N, deci xR = N.
- Lema lui Brauer: Orice ideal minimal drept N dintr-un inel R satisface N2 = {0} sau N = eR pentru un element idempotent⁠(d) e din R.[7]
- Dacă N1 și N2 sunt ideale minimale drepte neizomorfe ale lui R, atunci produsul N1N2 = {0}.
- Dacă N1 și N2 sunt idealuri minimale distincte ale unui inel R, atunci N1N2 = {0}.
- Un inel simplu cu un ideal minimal drept este un inel semisimplu.
- Într-un inel semiprim există un ideal minimal drept dacă și numai dacă există un ideal minimal stâng.[8]